# Boogie Beebies
Boogie Beebies – brytyjski program taneczny emitowany w Polsce w telewizji CBeebies w 2008 roku.

## Fabuła
Serial ma na celu naukę tańca dzieci. Zarówno teksty piosenek, jak i kroki są proste, aby każdy mógł je wykonać. Program tworzą dzieci uczące się tańczyć oraz dwoje dorosłych ludzi, którzy ich tego uczą. Prowadzącymi są Pan Piotr i Pani Nat. A w nagrodę ktoś dostanie rzecz z losowej piosenki. Dostępne są też również materiały wideo zrobione w prawdziwym życiu (np. Zoo) z teledysków z głosem (m.in. krzyk dziecka czy głos słonia).

## Produkty do sprzedaży z piosenek
- Siłownia z piosenki „Extra-Siłacz”
- Dmuchany kangur z piosenki „Taniec kangurów”
- Rybki z piosenki „Świat rybek”
- Piłka z piosenki „Taneczny Football”
- Buty z piosenki „W obuwniczym sklepie”
- Tablica z piosenki „Pogodynka”
- Zestaw ogrodniczki z piosenki „Ogrodniczka”
- Kostium małpki z piosenki „Małpki”